# Michael Ondaatje

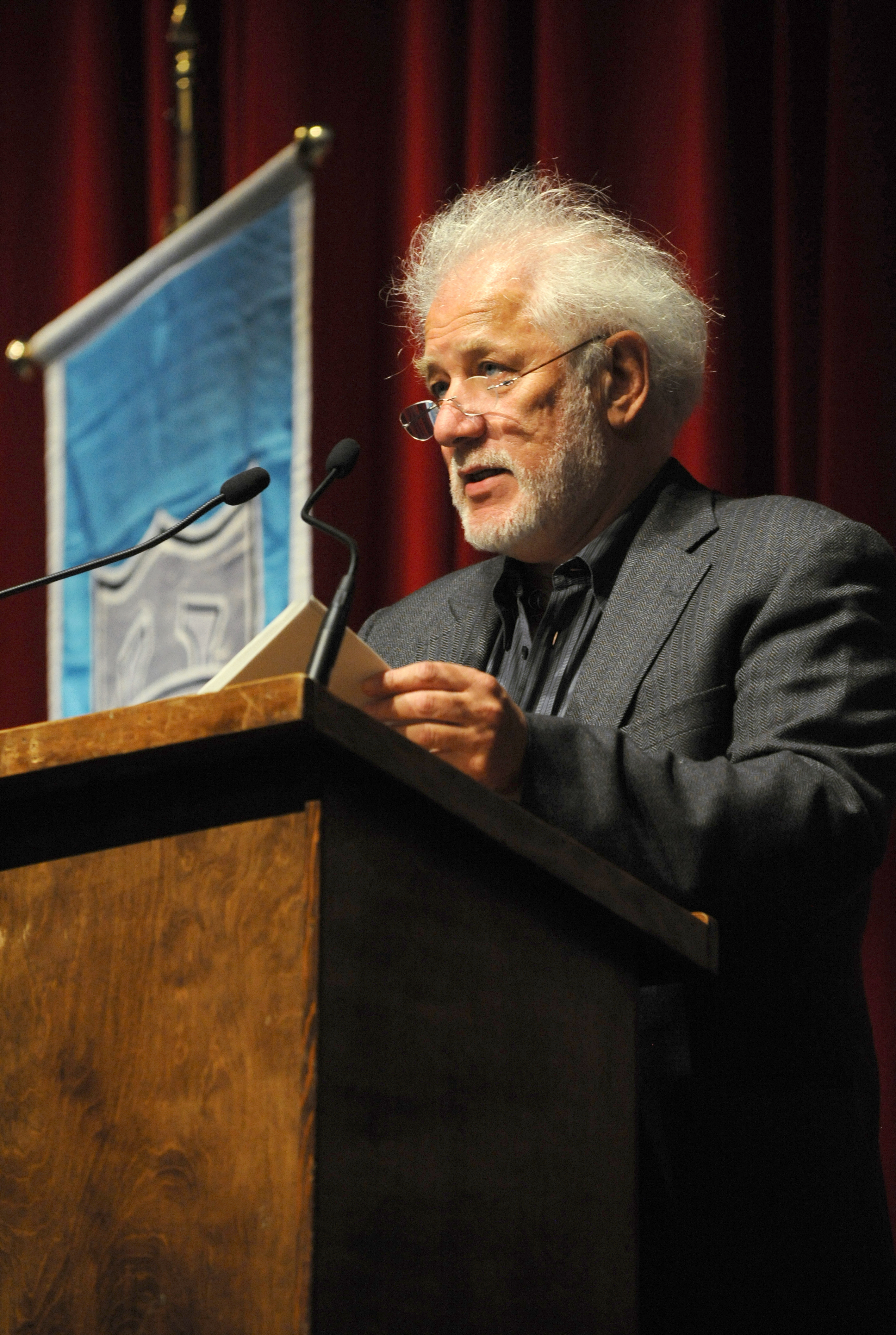
Michael Ondaatje, 2010

Michael Ondaatje [ɒnˈdɑːtʃiː] (* 12. September 1943 in Colombo, Sri Lanka) ist ein kanadischer Schriftsteller und Dichter niederländisch-tamilisch-singhalesischer (Burgher) Herkunft. Ondaatje nahm die kanadische Staatsbürgerschaft an.

## Leben und Werk
Nach der Scheidung seiner Eltern lebte Ondaatje bei Verwandten und besuchte das Thomas’ College, Mount Lavinia in Colombo. Er beschreibt die Geschichte seiner Familie in dem Buch Running in the Family von 1982. 1954 zog er zu seiner Mutter nach England und besuchte dort das Dulwich College. 1962 zog er nach Kanada, wo er die Bishop’s College School und die Bishop’s University in Lennoxville in Quebec besuchte.
Ondaatje erlangte den BA (Bachelor of Arts) an der Universität Toronto und den MA (Master of Arts) an der Queen’s University in Kingston (Ontario). Mitte der 1960er Jahre ließ er sich in Toronto nieder; von 1971 bis 1983 lehrte er an der York University und dann am Glendon College in Toronto. 1988 und 2016 wurde ihm jeweils der Order of Canada verliehen, 2016 in der höchsten Stufe.
Seine Romane bestehen aus „Schnappschüssen“ von miteinander verbundenen Szenen, die er sprachlich äußerst detailreich erforscht. Insbesondere Ondaatjes frühe nicht oder nicht ausschließlich poetische Werke The Collected Works of Billy the Kid und Coming Through Slaughter zeigen eine bild- und metaphernreiche Sprache, die stark von seiner Herkunft als Dichter geprägt ist. Ständige Wechsel der Erzählperspektive und -zeit sowie der Handlungsstränge prägen diese Werke noch stärker als Ondaatjes spätere Romane.
Während Ondaatje im deutschsprachigen Raum als Autor von Romanen bekannt wurde, umfasst sein Gesamtwerk auch poetische und filmbezogene Werke. Sons of Captain Poetry erschien 1970, über den kanadischen Dichter B. P. Nichol; ferner gewann There’s a Trick With a Knife I’m Learning to Do: Poems 1973–1978 im Jahr 1980 den Governor General’s Award für Dichtung.
Sein Roman Kriegslicht (2018) sei „so geschickt“ erzählt, „wie es sonst nur John le Carré einfädelt“, urteilte Thomas E. Schmidt. Es sei „ein Roman großer literarischer Könnerschaft, mit der Routine eines brillanten Autors geschrieben, der weiß, wie es geht.“

## Familie
Ondaatje war in erster Ehe mit der Malerin Betty Jane Kimbark verheiratet, mit der er zwei Kinder hat. Seine zweite Ehefrau Linda Spalding ist ebenfalls Schriftstellerin. Michael Ondaatje ist der Bruder des ehemaligen Unternehmers, Philanthropen, Reiseschriftstellers und Olympioniken Christopher Ondaatje.

## Werke
- The Collected Works of Billy the Kid: Left-Handed Poems. 1970.
- Coming Through Slaughter. 1975.
  - Buddy Boldens Blues. Übersetzt von Adelheid Dormagen. Hanser, München 1995.[2]
- Running in the Family. 1982.
  - Es liegt in der Familie, übersetzt von Peter Torberg. Hanser, München 1992.
- In the Skin of a Lion. 1987.
  - In der Haut eines Löwen, übersetzt von Peter Torberg. Hanser, München 1990.
  - Auszug Die Brücke. In: Kanada fürs Handgepäck. Geschichten und Berichte. Ein Kulturkompass. Reihe: Bücher fürs Handgepäck. (Anthologie) Hrsg. Anke Caroline Burger. Unionsverlag, Zürich 2010, unv. Neudr. 2018, S. 187–208.
- The English Patient. 1992.
  - Der englische Patient. Roman. Übersetzt von Adelheid Dormagen. Hanser, München 1993, ISBN 3-446-17339-0.
- Anil’s ghost. 2000[3]
  - Anils Geist. Roman. Übersetzt von Melanie Walz. Hanser, München 2000.
- Divisadero. 2007.
  - Divisadero. Roman. Übersetzt von Melanie Walz. Hanser, München 2007, ISBN 978-3-446-20923-7.
  - Divisadero, ungekürzte Lesung, gesprochen von Imogen Kogge. Audiobuch Verlag, Freiburg 2007, ISBN 978-3-89964-265-0.
- The Cat’s Table. 2011.
  - Katzentisch. Übersetzt von Melanie Walz. Hanser, München 2012, ISBN 978-3-446-23858-9[4]
- Warlight. 2018. ISBN 978-0-525-52119-8.
  - Kriegslicht. Roman. Übersetzt von Anna Leube. Hanser, München 2018, ISBN 978-3-446-25999-7.

Weiteres
- Die Kunst des Filmschnitts. Gespräche mit Walter Murch. Fünf Gespräche mit Filmeditor Walter Murch, den Ondaatje bei den Dreharbeiten zum Film Der englische Patient kennengelernt hatte.

## Verfilmungen
The English Patient wurde verfilmt, siehe Der englische Patient (Film). Der Film von Anthony Minghella aus dem Jahr 1997 wurde mit neun Oscars ausgezeichnet, darunter mit dem Academy Award für den besten Film.

## Auszeichnungen
- 1971: Governor General’s Award for Poetry für The Collected Works of Billy the Kid: Left-Handed Poems
- 1976: First Novel Award für Coming Through Slaughter
- 1980: Governor General’s Award for Poetry für There’s a Trick With a Knife I’m Learning to Do: Poems 1973–1978
- 1988: Officer of the Order of Canada
- 1987: Trillium Book Award für In the Skin of a Lion
- 1988: Toronto Book Award für In the Skin of a Lion
- 1992: Booker Prize für The English Patient
- 1992: Trillium Book Award für The English Patient
- 1992: Canada-Australia Prize für The English Patient
- 1992: Governor General’s Award for Fiction für The English Patient
- 2000: Giller Prize für Anil’s Ghost
- 2000: Ehrenmitglied der American Academy of Arts and Letters[5]
- 2006: Der Amor-Asteroid (6569) Ondaatje wurde nach ihm benannt.
- 2007: Governor General’s Award for Fiction für Divisadero
- 2016: Companion of the Order of Canada
- 2016: Benennung der sri-lankischen Spinnenart Brignolia ondaatjei, einer Zwergsechsaugenspinne
- 2018: Golden Man Booker Prize für The English Patient (Sonderpreis, ausgewählt aus 50 früheren Preisträgern)